# Massa (Bibbia)
Massa (in ebraico מַסָּה‎?) è una delle località citate nella Torah, per la quale passarono gli Israeliti durante l'Esodo, anche se non viene menzionata nella lista di Numeri 33. Nel Libro dell'Esodo, Massa viene menzionata assieme a Meriba, in un contesto che suggerisce Massa come la stessa località di Meriba, ma altre citazioni bibliche di Massa e Meriba, come la Benedizione di Mosè, sembrano implicare possano essere località diverse.
Il testo biblico afferma che gli israeliti discutevano con Mosè della mancanza di acqua, con Mosè che rimproverava al suo popolo di voler mettere alla prova Yahweh, da cui il nome Massa, che significa mettere alla prova. In una precedente narrazione di un episodio simile si fa riferimento a Mara, in cui Yahweh mise alla prova gli Israeliti. Alcuni studiosi dei testi considerano quest'ultimo episodio non menzionare esplicitamente "Massa" nella versione Eloista della denominazione di "Massa", mentre il precedente racconto, in cui appare il nome "Massa" riferentesi alla messa alla prova di Yahweh da parte degli israeliti, è attribuito alla tradizione jahvista.